# جوردون هولمز
جوردون هولمز (بالإنجليزية: Gordon Morgan Holmes)‏ (و. 1876 – 1965 م) هو طبيب أعصاب، من جمهورية أيرلندا، ولد في دبلن، كان عضوًا في الجمعية الملكية، والأكاديمية الألمانية للعلوم ليوبولدينا، توفي في فارنهام، عن عمر يناهز 89 عاماً.

## التعليم
تعلم في كلية الثالوث في دبلن.

## جوائز
حصل على جوائز منها:
- زميل في الجمعية الملكية
- قائد وسام الامبراطورية البريطانية
- شريك وسام القديس ميخائيل والقديس جورج.